# Heliografi
| Heliografi |
| --- |
| Det äldsta bevarade fotografiet gjort med kamera är Utsikt från fönstret i Le Gras från 1826. Niépces verk är utfört genom heliografi. - Betydelse – fotografisk teknik - Fotokänsligt medium – plåt eller glasskiva belagd med bitumen upplöst i lavendelolja - Bakgrund – kring 1820, utvecklad av Nicéphore Niépce - Betydelse – inspirerade till daguerrotypin |

Heliografi är en tidigt använd fotografisk process uppfunnen av Joseph Nicéphore Niépce och utvecklad åren kring 1820. Man använde en plåt belagd med bitumen upplöst i lavendelolja som ljuskänsligt medium. Det var det första fotomekaniska tryckförfarandet och föregick den senare daguerrotypin. 

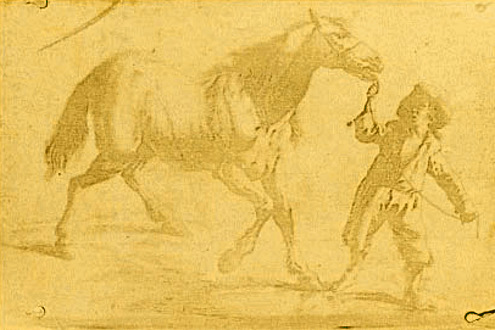
1825 reproducerade Niépce en flamländsk 1600-talsgravyr via en heliografisk process.

## Process
Namnet som egentligen betyder "solskrift" kommer av att en plåt eller glasskiva belagd med bitumen upplöst i lavendelolja exponerades för starkt solljus under flera timmar. Ytskiktet hårdnade därmed olika mycket beroende på hur mycket det belysts. Detta behandlades sedan med petroleum som löste upp den bitumen som inte hårdnat. På så sätt erhölls en negativ bild som sedan kunde omvandlas till en positiv.
Jämfört med senare tekniker som daguerreotypin var heliografin underlägsen ifråga om bildkvalitet och besvärlig att använda på grund av den mycket långa exponeringstiden (ofta åtta timmar).

## Historik
Den tidigaste bevarade bilden framställd av Niépce med denna teknik är sannolikt en reproduktion 1825 av en flamländsk 1600-talsgravyr. Detta gjordes dock med direktkontakt mellan gravyr och den heliografiska plåten och utan användande av en kamera.
Året efter använde Niépce en camera obscura och heliografi för att producera det äldsta kända fotografiet (via kamera).
Heliografin inspirerade senare till en vidareutveckling av tekniken (heliogravyr, vilket ledde till rotogravyr-processen) som en reproduktionsteknik. Där fungerade fotoplåtarna istället som tryckplåtar.